# 小牛群镇
小牛群镇，是中华人民共和国内蒙古自治区赤峰市喀喇沁旗下辖的一个乡镇级行政单位。

## 行政区划
小牛群镇下辖以下地区：
八里庄村、小木匠营子村、白石台沟村、北窝铺村、小牛群村、解放地村、狮子沟村、黄家窝铺村、东卡拉村、陈家店村、三姓庄村、小梁底村、平顶山村、官山沟村、金地村、通太沟村、大牛群村、赵窝铺村、烧锅地村、大营子村、中三家村和蘑菇场村。